# Рев (Аскеран)
Рев (вірм. Ռեվ), Шалва (азерб. Şəlvə) — село у Аскеранському районі Нагірно-Карабаської Республіки. Село розташоване неподалік від траси Степанакерт — Дрмбон — Мартакерт, на трав'янисто-чагарниковому плато однойменної вершини Рев на висоті 1309 метрів. Село розташоване на північ від Степанакерта, на північний захід від Аскерана, поруч з селами Цахкашат, Хачен та Сардарашен.

## Історія

### Заснування

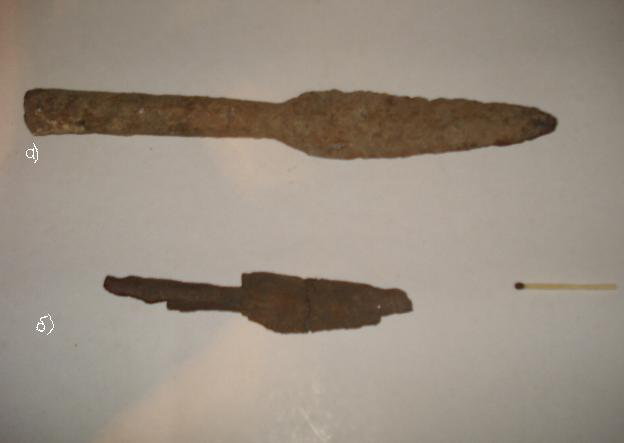
Колекція Давида Сімоняна: а) списи; б) дроти.

Точних відомостей про заснування високогірного села Рев немає, так само точно не відомо чи було взято назву гори за назву села, чи навпаки. В історії Вірменії слово «Рев» зустрічається як ім'я Іберійського царя Рева 1-го сина царя Вірменії Покора..

### Середньовіччя
У Середньовіччі після руйнації вірменського князівства Хачен на п'ять мелікств село стає володінням Меліка Джраберда, і родовим селом його воєначальника Арзумана. У селі й досі живуть його нащадки серед яких донині свіжою є легенда про розбійника — слугу князя. Раффі в своїй книзі «Мелікства Хамси» описуючи подвиги Арзумана в битвах з Панахі-ханом говорить:
|  | ... в народі Карабаху розповідається про те як тюлі-Арзуман, Далі-Махраса і Чалаган-Юзбаш цілих сім років не дозволяли не одному тюрку пройти через Мазі камурдж в Джраберд і Гюлістан |

Кажучи про самого Арзумана, Раффі пише:
|  | Тюлі турецькою означає розбійник, але не дрібний розбійник який грабує на ночам. Тюлі діє абсолютно відкрито: він серед білого дня грабує каравани, міста і села. Таким був і Арзуман. Він був сином пастуха батька меліка Атама (Мелік Ісраель), в дитинстві пас скот, а потім став одним з найкращих воєначальників меліка Атама |

### XIX століття
Після ліквідації самоврядування вірменських меліків Нагірного Карабаху, село Рев також як і всі п'ять мелікств Хамси входять до складу Карабаського ханства, що знаходилося під верховним верховенством Персії, яке в 1813 році за Гюлістанським мирним договором відійшло Росії, а пізніше в 1822 році було скасоване у провінцію.

### У складі СРСР
У 1920 році після встановлення радянської влади і рішення Кавбюро ЦК РКП (б) село Рев також як і всю територію Нагірного Карабаху з 94% вірменським населенням було включено до складу Азербайджанської РСР як автономію. За роки радянської влади селяни були об'єднані в колгосп, займалися скотарством і землеробством, в 40-50-ті рр. роки в Реві та сусідніх селах було розвинене шовківництво. Під час Німецько-радянської війни в перемозі над фашизмом свою посильну лепту внесли й селяни Рева, так десятки добровольців багато з яких не повернулися кинулися на захист своєї Батьківщини, а двоє з них Володимир Оганесян і Сурен Петросян удостоїлися вищої нагороди країни — звання Героя Радянського Союзу.

### Карабаська війна
До розпаду СРСР Рев розташовувався в Степанакертському районі НКАО недалеко від адміністративного кордону з Агдамським районом Азербайджанської РСР.
Наприкінці 80-х у зв'язку з ескалацією конфлікту і нагнітанням напруженості в регіоні, як в селі так і в краї в цілому падають економічні показники виробництва, збільшується число грабежів і угонів худоби. Так В. Балаян, заступник голови Агропрому НКАО відзначав, що тільки за 5 місяців 1991 року з села Рев було викрадено 315 голів овець. Раніше увечері 29 квітня з'явився перший потерпілий, ним був мешканець села Григорій Захарян який отримав вогнепальне поранення.
З початком активної фази військових дій в село з довколишніх сіл і Степанакерта з'їжджаються безліч біженців, в самому районі як і на всій території колишнього НКАО відбуваються кровопролитні бої, проте не зважаючи на близькість театру бойових дій і періодичний обстріл авіацією село не значно постраждало. Двоє (Хачікян Славік і Арушанян Армен) з числа добровольців відправилися на війну загинули в бою, після чого були поховані в рідному селі поруч з обеліском встановленим на честь загиблих селян під час 2-ї світової війни.

### Післявоєнний період
Після проведення реформи адміністративно-територіального поділу село Рев як і всі населені пункти колишнього Степанакертського району НКАО стали іменуватися Аскеранським районом НКР. У селі за підтримки голови держави було проведено ряд програм у результаті яких село було газифіковано, і підведена телефонна лінія. На виділені урядом кошти в селі було придбано два будинки для сімей, що потребують. У зв'язку з тим, що село знаходиться сейсмонебезпечній зоні? Національній службі сейсмічного захисту в 1997 році була відкрита сейсмостанція.

## Пам'ятки
У районі села після закінчення карабаської війни при розмінуванні були знайдені залізні наконечники списів і дротів. У селі є хачкар 8-9 століття і останки церкви 19 століття, проте головною визначною пам'яткою є розташовані поряд з селом руїни монастирського комплексу св. Геворк, що  датуються 16 століттям. Із села відкривається прекрасний вид на карабаське плато.

## Відомі уродженці
- Оганесян Володимир Абрамович — Герой Радянського Союзу
- Петросян Сурен Григорович — Герой Радянського Союзу